# Jupiter Icy Moons Explorer
JUpiter ICy moons Explorer (JUICE) è una missione spaziale dell'Agenzia spaziale europea (ESA) il cui lancio è avvenuto il 14 aprile 2023 alle ore 14.14 UTC+2 tramite il lanciatore Ariane 5. L'obiettivo sono le tre lune ghiacciate di Giove: Ganimede, Europa e Callisto. Tutte e tre infatti presentano discrete quantità di acqua liquida sotto la superficie e sono candidate ideali per la ricerca di vita extraterrestre. 
La sonda arriverà nel sistema di Giove nel 2031 dopo aver sfruttato tre volte l'assistenza gravitazionale della Terra e una volta quella di Venere. Dopo una serie di fly-by di Europa e Callisto entrerà in orbita nel 2034 attorno a Ganimede per un ulteriore studio che verrà completato nel 2035.
La sonda ha una massa di circa 5 tonnellate e utilizzerà pannelli solari per produrre energia. La strumentazione scientifica, tra cui radar, magnetometro, spettrometri e macchine fotografiche, pesano circa 100 chilogrammi. JUICE è la missione scientifica più ambiziosa del programma spaziale scientifico dell'ESA Cosmic Vision per il decennio 2015-2025. Il progetto era stato proposto con il nome di Jupiter Ganymede Orbiter (JGO), ma è stato modificato e rinominato dopo l'abbandono nel 2010 di una missione congiunta tra ESA e NASA, la Europa Jupiter System Mission. Selezionata dal comitato del programma scientifico dell'ESA nel maggio 2012, è la prima missione esclusivamente europea diretta al sistema solare esterno.

## Storia
Nel 1995 la sonda Galileo della NASA entrò nel sistema gioviano e fece diverse importanti scoperte tra cui la presenza di oceani subglaciali su alcune delle lune galileiane. I vincoli che un pianeta deve soddisfare per essere abitabile erano stati sconvolti e lo studio di questi oceani è diventato da allora uno dei principali obiettivi del programma di esplorazione spaziale per le due agenzie spaziali particolarmente coinvolte in questa esplorazione (NASA e Agenzia Spaziale Europea). Tuttavia una missione nel sistema solare esterno con inserimento in orbita attorno alle lune di un gigante gassoso ha un costo particolarmente elevato anche per un'agenzia spaziale particolarmente dotata come la NASA. Le due agenzie hanno quindi cercato di limitare i costi proponendo missioni congiunte. 

### Cooperazione con la NASA
Nel 2008 venne proposta una missione congiunta denominata Europa Jupiter System Mission, che prevedeva l'utilizzo di due sonde spaziali automatiche e indipendenti per l'esplorazione coordinata del sistema gioviano, la Jupiter Ganymede Orbiter (JGO) sviluppata dall'ESA e la Jupiter Europa Orbiter (JEO) della NASA. La missione per Europa tuttavia prevedeva costi più alti, in quanto studi della NASA richiedevano per la raccolta di dati su Europa da 50 a 100 passaggi ravvicinati in un ambiente molto più radioattivo, e per questione di budget il progetto JEO fu abbandonato. L'Agenzia spaziale europea decise quindi nell'aprile 2011 di ridisegnare il programma della missione JGO trasformandolo in un nuovo progetto, JUICE, che prevedeva lo studio soprattutto sui due satelliti medicei più esterni, Ganimede e Callisto, includendo solamente due sorvoli di Europa e una fase di esplorazione di Giove in un'orbita ad alta inclinazione.. Successivamente la NASA, nel 2015, approvò un progetto meno costoso per esplorare Europa rispetto al JEO, Europa Clipper.

### Approvazione del progetto
Il 2 maggio 2012 l'ESA ha annunciato di avere selezionato JUICE all'interno del programma Cosmic Vision, venendo preferita alle missioni LISA e ATHENA; è stato il primo progetto dell'ESA approvato della categoria Large Class, il corrispettivo delle missioni Flagship della NASA, che comprende le missioni più costose e impegnative del programma dell'ESA. Nel novembre 2014 l'Agenzia spaziale europea ha dato il via libera alla missione per procedere alla successiva fase di sviluppo e ha firmato un accordo con varie agenzie spaziali nazionali per il finanziamento degli strumenti.

### Proposta russa per un lander su Ganimede
Il Russian Space Research Institute aveva una proposta di missione di lander su Ganimede chiamata 'Laplace-P', con scopi di astrobiologia. Era stata valutata una cooperazione e una possibile sinergia con la fase orbitale di JUICE su Ganimede tra l'ESA e Roscosmos, che propose anche di alimentare il veicolo spaziale JUICE con un generatore termoelettrico a radioisotopi (RTG) di fabbricazione russa, per sostituire i pannelli solari che sarebbero vulnerabili alle radiazioni di Giove,, tuttavia la proposta non riscosse un grande seguito.

### Sviluppo della sonda

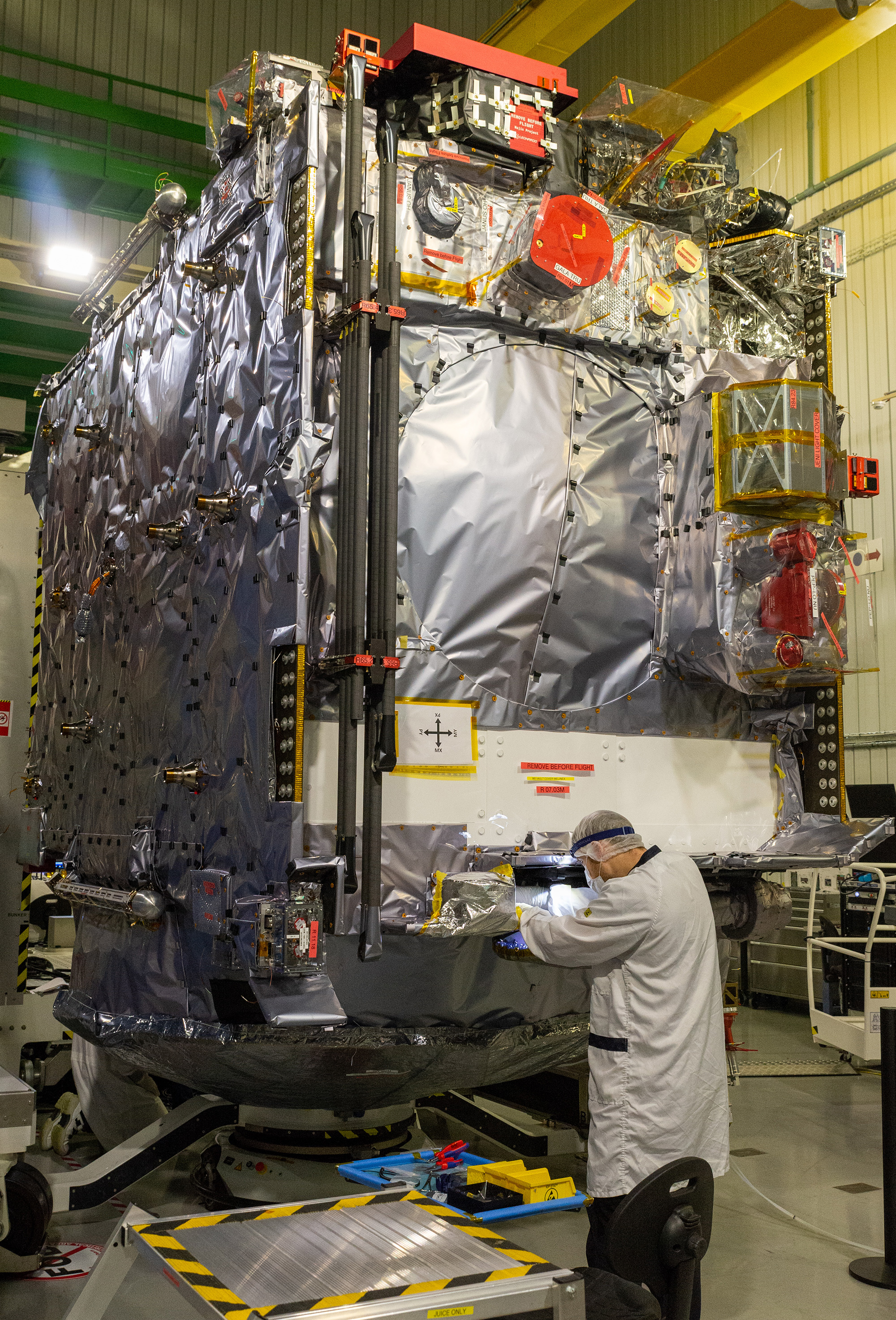
JUICE nella sede dell'Airbus Defence and Space, a Tolosa (gennaio 2023)

Il 9 dicembre 2015, l'ESA ha firmato un contratto con Airbus Space and Defense dal valore di almeno 350 milioni di Euro per lo sviluppo e la costruzione della sonda, che sarebbe stata costruita e assemblata nella sede tedesca della compagnia a Friedrichshafen.
Il 15 marzo 2017, l'ESA ha annunciato che la fase di design si era conclusa con successo e sarebbe stato prodotto un prototipo della sonda per testare la resistenza in un ambiente estremo come quello di Giove.
Il 16 gennaio 2018, l'ESA ha annunciato che sono stati superati con successo i test per lo svolgimento da terra della missione, come la gestione della sonda e le comunicazioni con essa. A maggio 2018 sono stati superati anche i test sulla capacità isolante dei materiali, dovendo sopportare alte temperature col flyby di Venere e basse temperature presso Giove. A settembre 2019 è iniziata in Germania la costruzione della sonda, lavorando sullo scheletro, sulle protezioni e sui sottosistemi termici nel corso dei mesi successivi, per poi passare all'integrazione e al collaudo dei sottosistemi elettrici nel marzo 2020.
Il 20 gennaio 2023 la missione è stata presentata nella sede Airbus di Tolosa, prima del suo trasferimento a Kourou, nella Guyana francese, per il lancio previsto nell'aprile del 2023. Nella conferenza è stato annunciato che sarà montata nella sonda una placca commemorativa dedicata a Galileo Galilei.

## Obiettivi scientifici

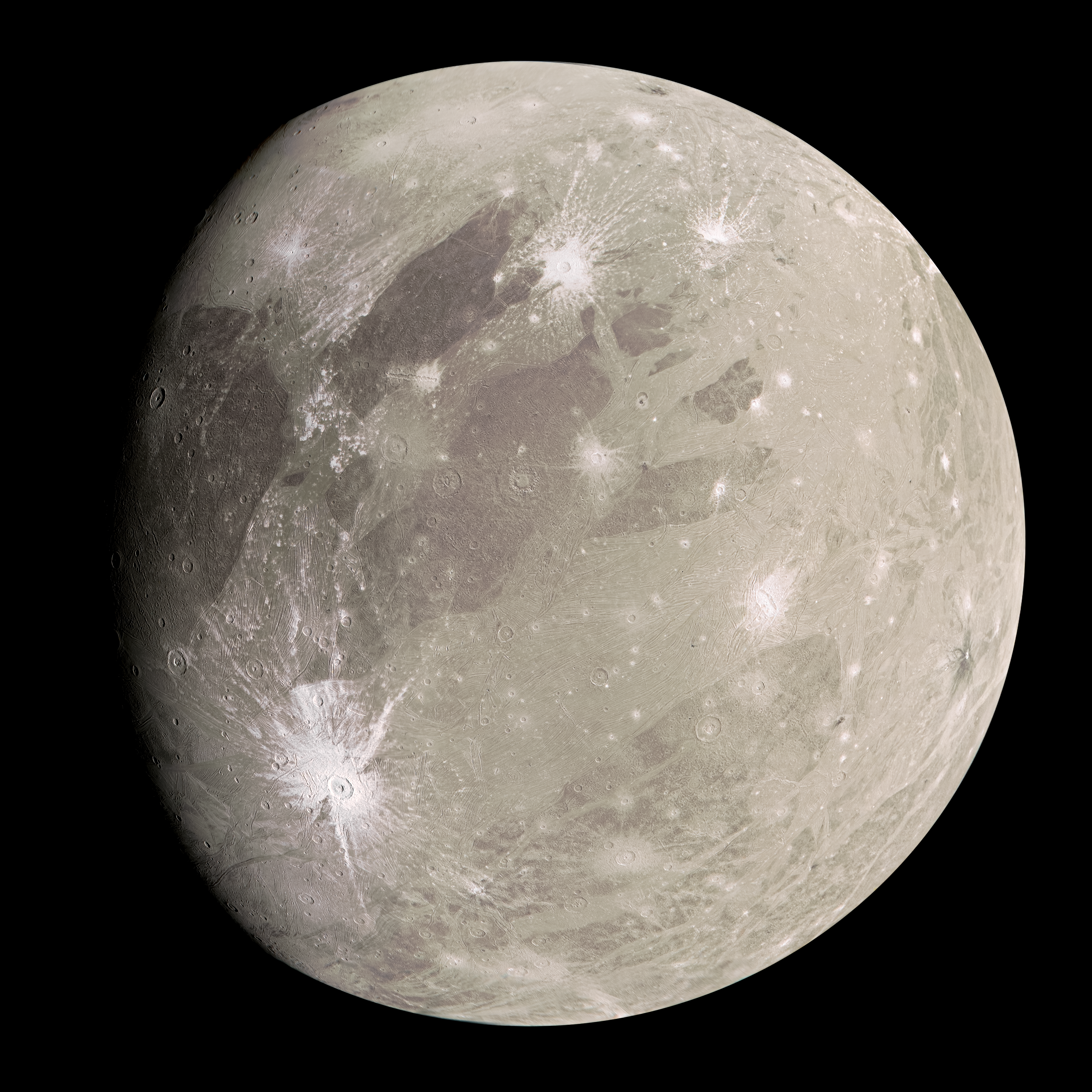
Un'immagine di Ganimede ripresa dalla sonda Juno

Il principale obiettivo scientifico della missione JUICE è determinare fino a che punto i satelliti di Giove e in particolare Ganimede possano ospitare la vita.
I principali obiettivi scientifici per Ganimede, e in misura minore per Callisto, sono:
- Caratterizzazione degli strati oceanici e rilevamento di possibili serbatoi d'acqua sotterranei
- Cartografia topografica, geologica e compositiva della superficie
- Studio delle proprietà fisiche delle croste ghiacciate
- Caratterizzazione della distribuzione delle masse interne, dinamica ed evoluzione delle strutture interne
- Indagine sulla tenue atmosfera di Ganimede
- Studio del campo magnetico intrinseco di Ganimede e delle sue interazioni con la magnetosfera gioviana.

Per Europa, l'attenzione si concentra sulla chimica essenziale per la vita, comprese le molecole organiche, e sulla comprensione della formazione delle caratteristiche superficiali e della composizione del materiale diverso dal ghiaccio d'acqua. Inoltre, JUICE fornirà il primo sondaggio del sottosuolo della luna, inclusa la prima determinazione dello spessore minimo della crosta ghiacciata sulle regioni attive.

## Caratteristiche

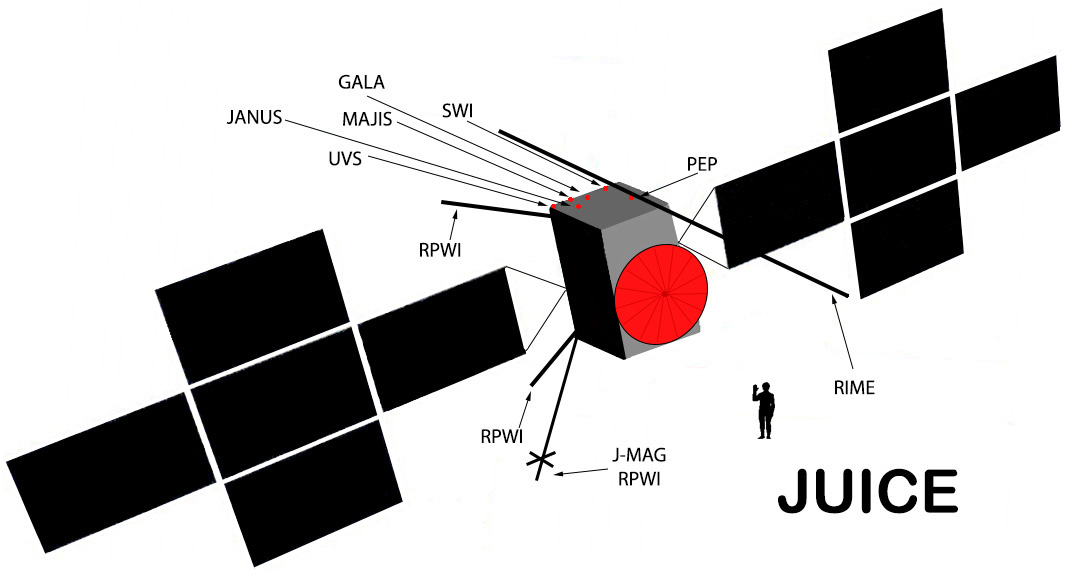
Grafico della sonda (la parabola ha un telo di protezione)

I principali impedimenti per la progettazione sono legati alla maggiore distanza dal Sole, l'uso di pannelli solari e il rigido campo di radiazioni gioviane. Gli inserimenti in orbita a Giove e a Ganimede e il gran numero di manovre di flyby (più di 25 spinte gravitazionali e due flyby su Europa) richiedono che la navicella trasporti circa 3.000 kg di propellente. Per la notevole distanza è necessaria nelle comunicazioni un'antenna sui 3 m di diametro, dovendo trasmettere circa 1,4 Gb giornalieri, e per l'alimentazione la sonda è dotata di pannelli con una superficie di 85 m². La sonda è strutturata su di un tubo portante principale, con diversi pannelli disposti radialmente attorno ad esso e, una volta inserite le apparecchiature, delle lastre esterne di chiusura rivestite di piombo per schermare dalle radiazioni gioviane. Sarà alimentata da due serbatoi, di cui il primo contenente ossidi di azoto come ossidante e il secondo con della monometilidrazina come propellente; per la propulsione, di un motore principale da 400 N, otto motori da 22 N per manovre più delicate e dodici da 10 N per il controllo dell'assetto; il tutto collegato da 130 m di tubi e 10 km di cavi.
Gli aiuti gravitazionali includono:
- Fionda gravitazionale (Terra, Venere, Terra, Marte, Terra)
- Inserimento nell'orbita di Giove e riduzione dell'apocentro con più spinte gravitazionali di Ganimede
- Riduzione della velocità con l'aiuto Ganimede-Callisto
- L'aumento dell'inclinazione con fionde gravitazionali ottenute con 10-12 sorvoli ravvicinati di Callisto

### Strumentazione

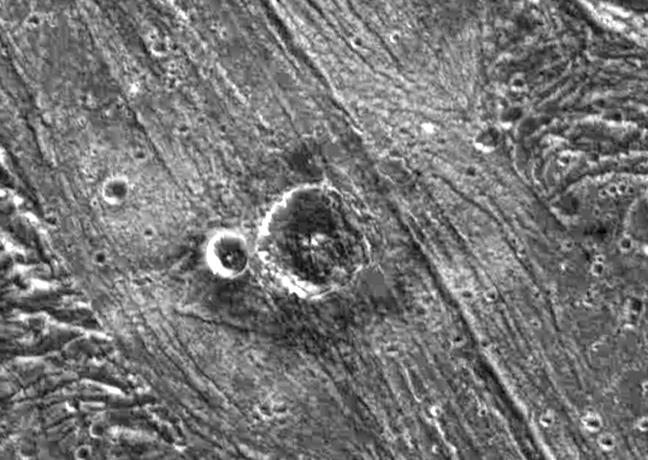
Immagine del cratere Nergal su Ganimede, ripreso dalla Galileo; la telecamera JANUS a bordo di JUICE consentirà un incremento del dettaglio 50 volte superiore a quello della sonda della NASA.

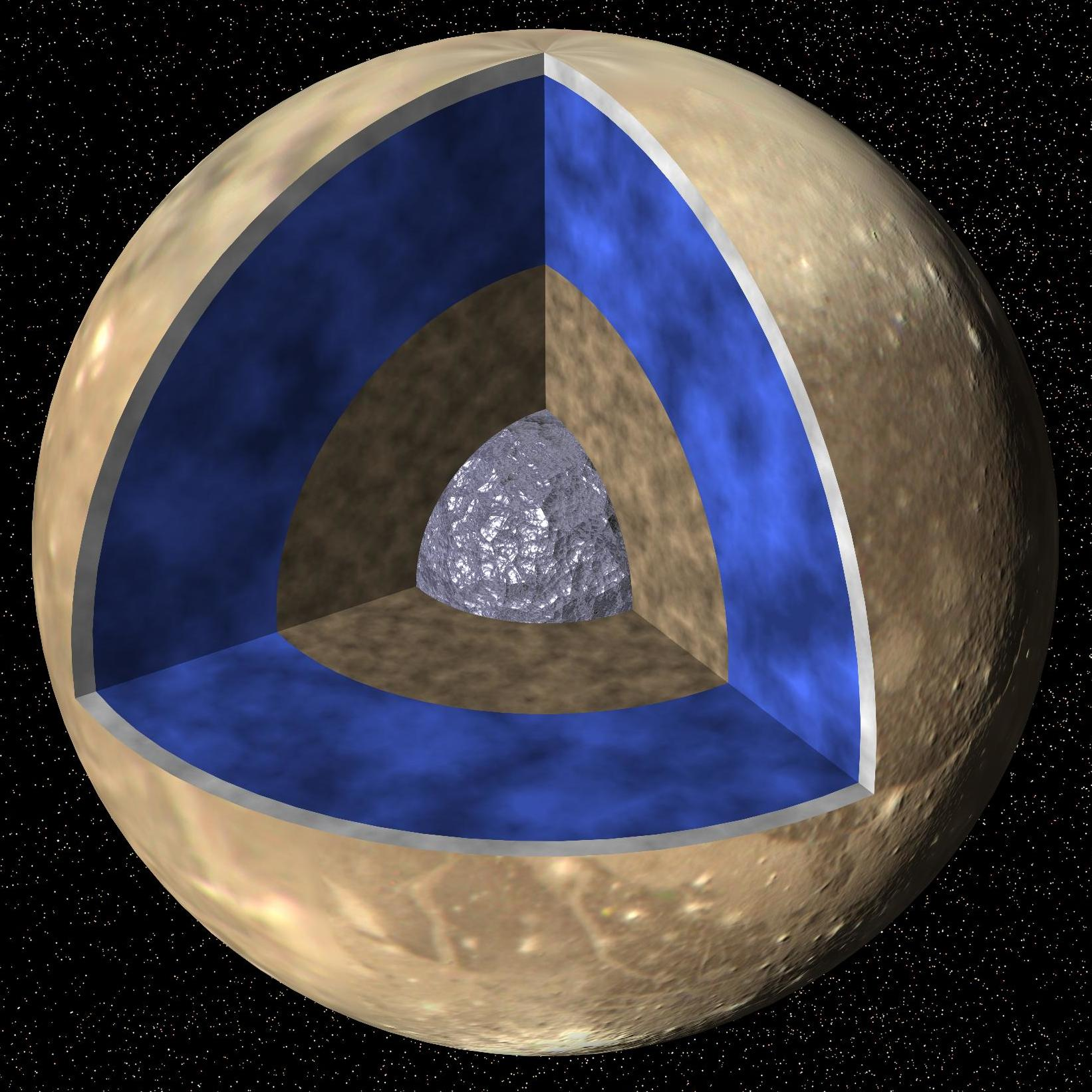
Immagine della probabile struttura interna di Ganimede: gli strumenti Gala e Rime misureranno lo spessore della crosta ghiacciata e dell'oceano sottostante.

L'orbiter disporrà dei seguenti strumenti:
- Janus (Jovis, Amorum ac Natorum Undique Scrutator), telecamera ad alta risoluzione di tipo CMOS per studiare la morfologia e compiere mappature delle lune in luce visibile e nel vicino infrarosso con una risoluzione di 2,4 m per pixel. La sua apertura è di 100 mm, la sua lunghezza focale è di 467 mm ed è dotata di una ruota portafiltri con 13 diversi filtri per rilevare determinati elementi chimici. Costruita da Leonardo con la collaborazione dell'INAF, è fornita dall'Università degli Studi di Napoli "Parthenope", Italia.[20]
- MAJIS (Moons and Jupiter Imaging Spectrometer), uno spettrometro per lo studio di nubi troposferiche di Giove e di ghiacci e minerali sulle lune, con lunghezza d'onda nel visibile e nell'infrarosso tra 0,5 e 5,55 micron. La risoluzione spaziale è variabile in funzione dei sorvoli di Ganimede, Callisto ed Europa e può arrivare fino a 60 m per pixel durante le fasi ravvicinate e 125 chilometri per Giove. Fornito dall Institut d'Astrophysique Spatiale, Francia.[25]
- UVS (UV Imaging Spectrograph), uno spettrometro nell'ultravioletto (tra 55 e 210 nm di lunghezza d'onda) per studiare l'esosfera delle lune, l'atmosfera di Giove e le aurore gioviane. Permette di ottenere immagini con una risoluzione spaziale di 0,5 km nell'orbita bassa di Ganimede e 250 chilometri durante i sorvoli di Giove. Deriva dal UVS a bordo della sonda Juno, lanciata verso Giove nel 2011. Fornito dal Southwest Research Institute, USA.[26]
- SWI (Sub-millimetre Wave Instrument), uno spettrometro submillimetrico tramite un'antenna di 30 cm, per lo studio di composizione, dinamica e temperature delle tenui atmosfere delle lune e di Giove, in particolare studiando la composizione e la dinamica della sua stratosfera. Fornito dal Max Planck Institute for Solar System Research, Germania.
- Gala (Ganymede Laser Altimeter), un altimetro laser per studiare morfologia e deformazioni di marea sulle lune, dovrebbe consentire di determinare lo spessore dello strato di ghiaccio in superficie e lo spessore dell'oceano sotterraneo con una precisione di 10 chilometri. Durante i voli sopra Europa, lo strumento deve consentire di identificare le depressioni topografiche regionali, in particolare in terreni caotici e aree che possono contenere acqua liquida a bassa profondità. Durante i sorvoli di Callisto, lo strumento dovrebbe consentire di determinare la forma globale della luna, identificare depressioni regionali in particolari bacini anulari e grandi crateri, Fornito dal German Aerospace Center, Germania.
- Rime (Radar for Icy Moons Exploration), un radar per lo studio del sottosuolo ghiacciato delle lune tramite un'antenna di 16 m, consentirà di determinare la struttura del sottosuolo fino a una profondità di nove chilometri. La risoluzione verticale è compresa tra 50 e 140 metri. Fornito dall'Università degli Studi di Trento, Italia, e consegnato nel novembre 2020.[27]Lo strumento è dotato di un'antenna di collegamento[28] che dopo un iniziale problema di spiegamento è stata correttamente orientata.[29]
- J-MAG (Magnetometer for JUICE), un magnetometro per lo studio dei campi magnetici di Giove e Ganimede e delle loro interazioni. Fornito dall'Imperial College London, Regno Unito.
- PEP (Particle Environment Package), strumento dotato di sei sensori che misura particelle e plasma in situ, per lo studio di densità e dei flussi di ioni positivi, negativi, elettroni, gas neutro esosferico, plasma termico ed atomi neutri energetici. Fornito dal Swedish Institute of Space Physics, Svezia.
- RPWI (Radio & Plasma Wave Investigation), uno strumento a onde radio per lo studio di emissioni radio e plasma. Fornito dal Swedish Institute of Space Physics, Svezia.
- 3GM (Gravity & Geophysics of Jupiter and Galilean Moons), un pacchetto radiofonico per studiare il campo gravitazionale delle lune e l'estensione dei loro oceani interni. Fornito dall'Università di Roma "La Sapienza", Italia.
- PRIDE (Planetary Radio Interferometer & Doppler Experiment), un sistema di interferometria a lunghissima base per misurare la velocità e la posizione dell'orbiter con altissima precisione. Fornito dallo European Research Infrastructure Consortium, Paesi Bassi.

## Panoramica della missione

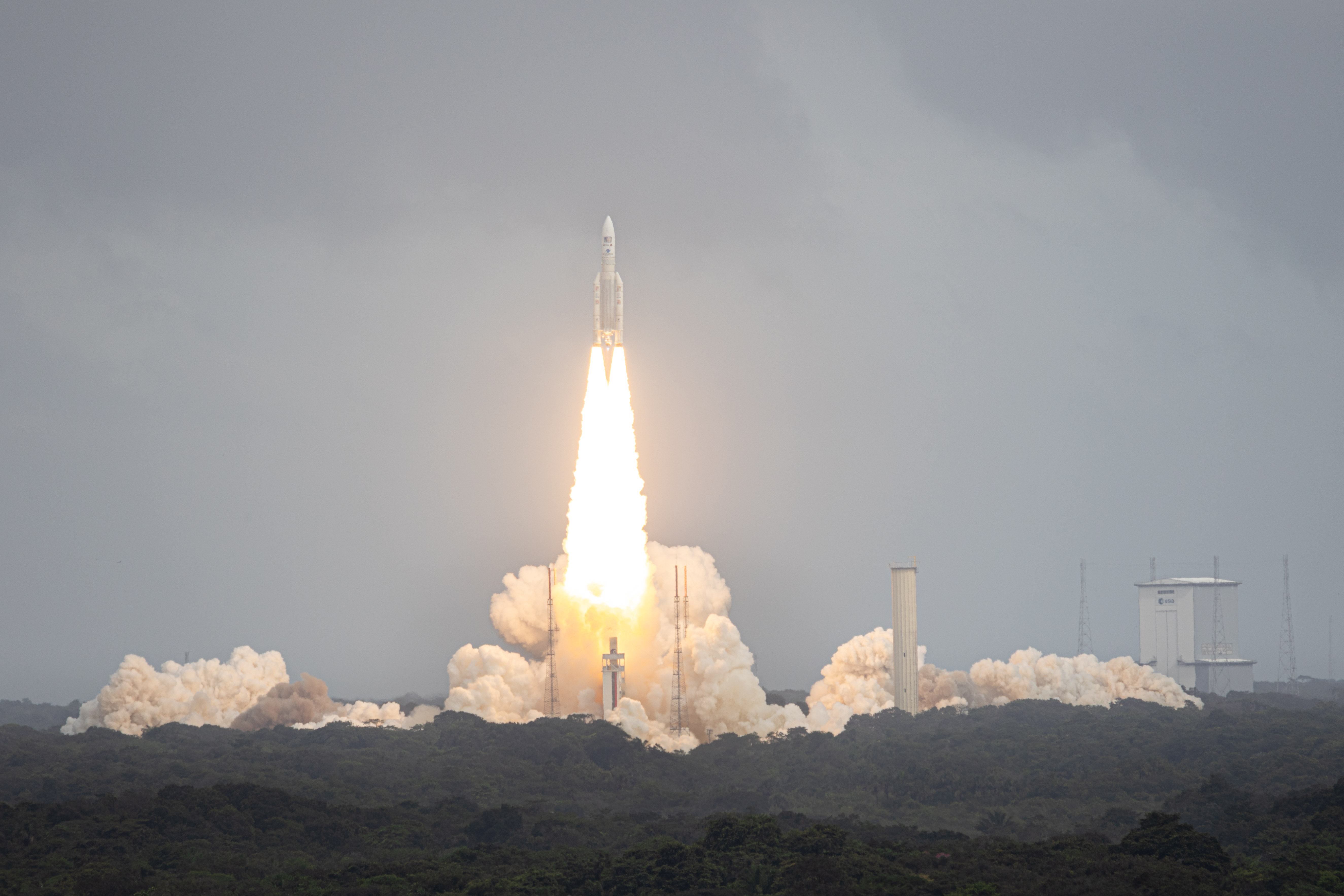
JUICE lanciato da un Ariane 5, il 14 aprile 2023.

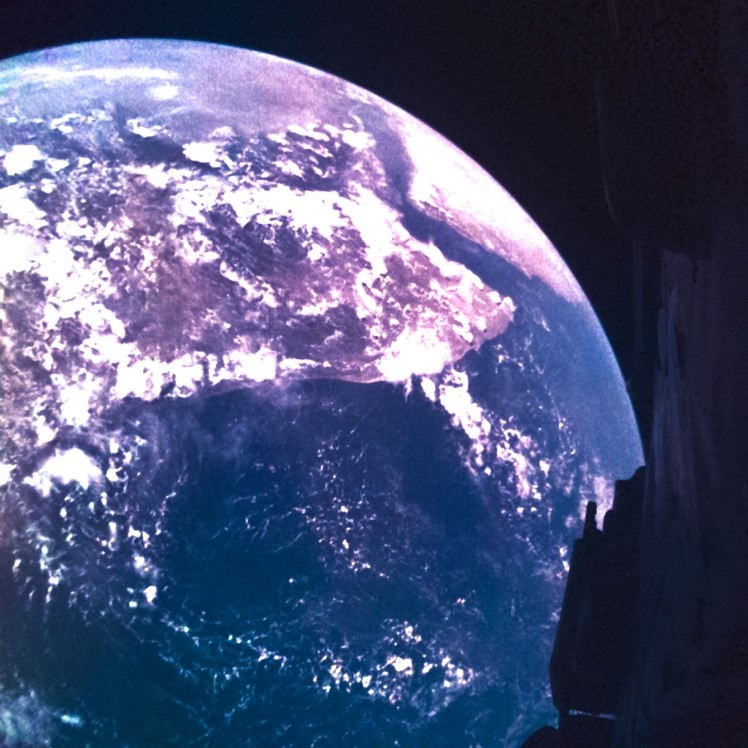
La Terra ripresa dalla telecamera di monitoraggio di JUICE, 24 minuti dopo il lancio.

### Lancio
JUICE è stata lanciata il 14 aprile 2023 alle ore 14:14 (ora italiana) su un veicolo di lancio Ariane 5 dal Centro spaziale della Guyana francese, Il lancio della sonda, inizialmente previsto per il 13 aprile, era stato rinviato al giorno successivo a causa del rischio di fulmini.
Dopo il lancio, avverranno diversi gravity-assist per direzionare JUICE su una traiettoria verso Giove: un sorvolo del sistema Terra-Luna nell'agosto 2024, Venere nell'agosto 2025, un secondo sorvolo della Terra nel settembre 2026 e un ultimo terzo sorvolo della Terra nel gennaio 2029.
JUICE attraverserà due volte la fascia degli asteroidi. È stato anche proposto un sorvolo dell'asteroide 223 Rosa, che dovrebbe avvenire nell'ottobre 2029.

### Arrivo nel sistema gioviano
Nel luglio 2031, quando JUICE arriverà nel sistema gioviano la sua velocità sarà di 5,7 km/s, ed è previsto che esegua prima un sorvolo di Ganimede a una distanza di 400 km, per ridurre la velocità di 300 m/s. 7,5 ore dopo la navicella userà la sua propulsione principale per ridurre la velocità di ulteriori 900 m/s, permettendole di entrare in un'orbita ellittica con un periodo di 272 giorni intorno a Giove. Dopo la prima orbita e usando ancora l'assistenza gravitazionale di Ganimede, il periodo sarà ridotto a 57 giorni e successivamente a 36 giorni, utilizzando la stessa manovra, rendendo così l'orbita quasi circolare attorno a Giove. Una quarto sorvolo di Ganimede verrà utilizzato per trasferire la sonda spaziale in un'orbita che consenta il sorvolo di Callisto in modo tale che un gravity-assist di quest'ultimo le permetta il sorvolo di Europa.

### Sorvolo di Europa
Gli unici due sorvoli pianificati di Europa durante la missione avverranno subito dopo il primo sorvolo di Callisto, nel luglio 2032. Affinché il sorvolo di Europa avvenga nelle migliori condizioni di luce, la velocità risultante dal sorvolo di Callisto deve essere calibrata con una precisione di pochi metri al secondo.

### Studio di Giove da un'orbita inclinata
La sonda spaziale utilizzerà l'assistenza gravitazionale di Callisto per aumentare l'inclinazione rispetto al piano equatoriale di Giove ad un valore di circa 26°, che permetterà di studiare l'ambiente delle regioni polari del gigante gassoso. Tre nuovi passaggi nei pressi di Callisto verranno utilizzati per riportare JUICE su un'orbita equatoriale attorno a Giove, per poi eseguire dieci successivi sorvoli ravvicinati di Callisto.

### Inserimento orbitale attorno a Ganimede
La velocità relativa di JUICE rispetto a Ganimede in quella fase è di circa 3,8 km/s e la sonda spaziale non ha abbastanza propellente per entrare in orbita attorno a Ganimede a tale velocità. La sonda dovrà prima ridurla utilizzando, in successione, l'assistenza gravitazionale di Ganimede, poi di Callisto, e ancora di Callisto. La sua velocità relativa a quel punto sarà scesa a 1,6 km/s e un'ultima assistenza gravitazionale di Callisto consentirà di regolare l'angolo del piano orbitale attorno a Ganimede rispetto alla direzione del Sole. Queste manovre sono distribuite su un periodo di 11 mesi e questo periodo verrà utilizzato per studiare il plasma e la magnetosfera presenti tra le lune gioviane.

### Studio di Ganimede
L'obiettivo principale di JUICE è lo studio approfondito di Ganimede, al quale entrerà in orbita nel dicembre 2034, diventando il primo veicolo spaziale a orbitare attorno a una luna diversa da quella terrestre. 
La sonda inizialmente si inserirà su un'orbita polare altamente ellittica con un periodo di 12 ore, poi l'orbita verrà circolarizzata, grazie anche alle perturbazioni di Giove e per i successivi 3 mesi la sonda studierà Ganimede da un'altezza di 5000 km. Una nuova manovra abbasserà l'orbita a circa 500 km, con altezze comprese tra 470 e 530 km.

### Fine della missione
Consumato il propellente, JUICE verrà fatta deorbitare e si dovrebbe schiantare sulla superficie di Ganimede nel settembre del 2035. Riguardo alle regole sulla protezione planetaria, salvo nuove scoperte durante la missione, si ritiene che la contaminazione biologica di organismi terrestri su Ganimede da un veicolo in caduta sulla superficie sia remota, per via dello spesso strato di ghiaccio superficiale del satellite che lo separa dall'oceano sottostante. È indispensabile evitare soprattutto lo schianto su Europa, obiettivo di protezione planetaria di categoria III (Ganimede è al livello II), poiché si ritiene che gli oceani di Europa siano posti sotto una più sottile crosta ghiacciata. Nel caso che durante la missione si scopra che in alcuni punti la crosta ghiacciata di Ganimede sia più sottile del previsto, verrebbe scelto un sito dove schiantarsi relativamente sicuro, come una regione antica e montuosa di Ganimede dove il ghiaccio è più spesso.

### Calendario della missione[42]
| Data                          | Evento                                               | Note |
| ----------------------------- | ---------------------------------------------------- | --- |
| 14 aprile 2023, 14:14 UTC+2   | Lancio                                               | Decollo avvenuto alle ore 12:14:36 UTC                                                                                        |
| 20 agosto 2024, 23:56 UTC+2   | Primo sorvolo ravvicinato della Terra                | La sonda ha sorvolato la Luna il 19 agosto alle ore 23:15 UTC+2, e la Terra il 20 agosto alle 23:56 a una distanza di 6807 km |
| Agosto 2025                   | Sorvolo ravvicinato di Venere.                       | |
| Settembre 2026                | Secondo sorvolo ravvicinato della Terra              | |
| Gennaio 2029                  | Terzo sorvolo ravvicinato della Terra                | |
| Luglio 2031                   | Inserimento in orbita attorno a Giove                | |
| Luglio 2031 - giugno 2032     | Riduzione della velocità e del periodo orbitale      | |
| Luglio 2032                   | 2 sorvoli ravvicinati di Europa                      | |
| Agosto 2032 - luglio 2033     | Multipli sorvoli ravvicinati di Callisto             | |
| Novembre 2033 - novembre 2034 | Fase di trasferimento nell'orbita attorno a Ganimede | |
| Dicembre 2034                 | Inserimento in orbita attorno a Ganimede             | |
| Settembre 2035                | Fine della missione                                  | |